# Море Сулавеси
Море Сулавеси или море Целебес (на индонезийски: Laut Sulawesi; на тагалог: Dagat Selebes) е междуостровно море на Тихия океан, разположено между Малайския и Филипински архипелаг, на територията на Индонезия, Филипините и Малайзия. Според данните на Международната хидрографска организация границите на морето са следните:
- на север границата с море Сулу преминава от най-източния нос Унсанг на остров Калимантан през о-вите Сулу до град Замбоанга на остров Минданао. Чрез протоците Сибуту, Басилан и множество други са свързва с море Сулу;
- на североизток мие югозападните брегове на остров Минданао – заливите Моро, Сибугей, Иляна, Сарангани;
- на изток островите Сарангани и Кавио и протоците между тях го свързват с Филипинско море;
- на югоизток островите Сангихе и протоците между тях го свързват с Молукско море;
- на юг мие северните бреговете на остров Сулавеси (Целебес);
- на югозапад Макасарския проток го свързва с Яванско море;
- на запад мие източните брегове на остров Калимантан.[1]

Дължина над 900 km, ширина до 800 km, площ 453 хил.km2, максимална дълбочина 6220 m, разположена в североизточната му част. Североизточните (на о. Минданао) и южните (но о. Сулавеси) му брегове са планински, стръмни, а западните (на о. Калимантан) са ниски, заблатени с мангрови тори. На север край островите в архипелага Сулу имо множество коралови рифове. Средногодишна температура на водата на повърхността 27 – 28 °C, соленост около 34,5‰. Дълбочината на протоците свързващи го с Филипинско море е около 1400 m, поради което температурата на постъпващите от там дълбочинни води е около 3,5 °C, а солеността 34,6‰. Повърхностните течения се формират под въздействието на течението Минданао, идващо от Филипинско море, вследствие на което нивото на море Сулавеси е най-високо от останалите морета на Малайския архипелаг. След това тези води се оттичат през протоците на островите Сулу на северозапад в море Сулу и чрез Макасарския проток в Яванско море. Дъното му е покрито основно със синя теригенна тиня със значителни примеси от вулканогенни материали. Приливите са полуденонощни с височина над 3 m. Основни пристанища:
- Индонезия – Венанг (Манадо, о. Сулавеси), Таракан (о. Таракан, край бреговете на Калимантан);
- Филипини – Замбоанга, Пагадиан, Дидиангас (о. Минданао);
- Малайзия – Тавао (о. Калимантан)[2]

Много от островите в морето Сулавеси през колониалната епоха са провинции на Нидерландска Индия. Старата крепост в пристанището Манадо на о. Сулавеси, издигната за да защитава региона от португалците, е живо свидетелство за драматичното минало на Югоизточна Азия. Днес тези тропически острови принадлежат на Република Индонезия и следователно на своите изконни жители.